# Паладжано
Паладжано (італ. Palagiano) — муніципалітет в Італії, у регіоні Апулія,  провінція Таранто.
Паладжано розташоване на відстані близько 410 км на схід від Рима, 65 км на південь від Барі, 21 км на північний захід від Таранто.
Населення — 16 161 особа (2014).
Щорічний фестиваль відбувається 16-20 серпня. Покровитель — святий Рох.

## Демографія
Населення за роками:

Станом на 1 січня 2023 року в муніципалітеті офіційно проживали 773 іноземці з 48 країн, серед них 233 громадяни країн Євросоюзу та 11 громадян України.

## Сусідні муніципалітети
- Кастелланета
- Массафра
- Моттола
- Паладжанелло